# Кодекс Мендоса

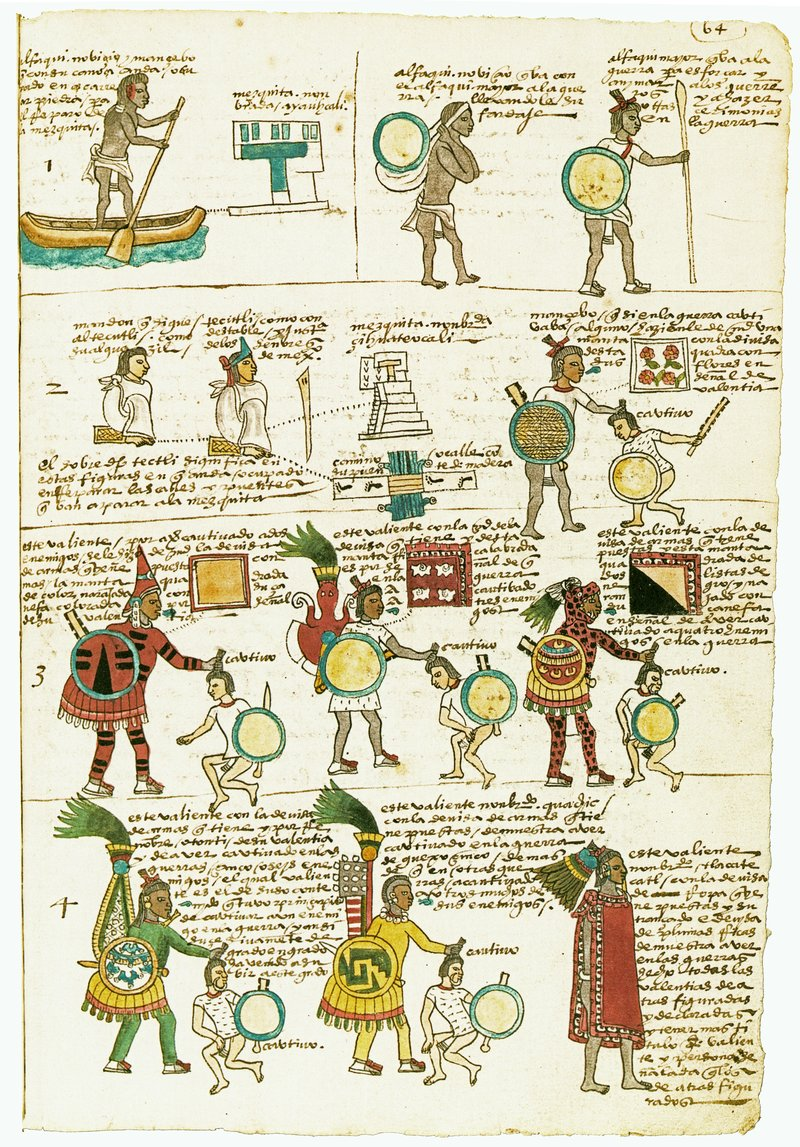
Кодекс Мендоса (уривок)

Кодекс Мендоса (Codex Mendoza) — один з ацтекських кодексів, рукопис, в якому поєднується піктографічне письмо ацтеків (у вигляді малюнків) та іспанські коментарі до нього. Створено близько 1547 року в часі урядування губернатора (до 1550 року) Антоніо де Мендоса, тому кодекс отримав відповідну назву. Автор його невідомий. Є одним з найранішніх за часом створення, найцікавіших і найповніших за змістом, досконалим за якістю виконання і добре збережених до теперішнього часу.

## Історія
У самому тексті рукопису немає вказівок на авторів, замовника, час і обставини його створення, за винятком короткої звістки в кінці рукопису про те, що всього «за десять днів до відправлення флоту була дана тлумачеві ця історія для того, щоб витлумачити її, і той не був ретельний через індіанців, які пізно дійшли згоди»(71v), з чого вчені роблять висновок, що ацтекський автор у кодексу було не один. Стосовно іспанського коменатора існують декілька версій: священик Хуан Гонсалес, лінгвіст Андрес де Осмос (1491–1571).
Іспанський губернатор Луїс де Веласко у 1553 році разом з іншими рукописами відправив «Кодекс Мендоси» короля і імператору Карлу Габсбургу, проте корабель з ними було захоплено французькими каперами. В останніх цей кодекс викуплено Андре Теве, космографом Генріха II, короля Франції. А. Теве володів рукописом близько 30 років. У вересні 1587 року продав манускрипт за 20 ліврів англійському письменнику-географові і збирачеві раритетів Річарду Гаклюту (1553–1616), у той час капеланові посла Єлизавети I в Парижі. У 1588 році Гаклюс вивіз кодекс до Англії. Після його смерті рукопис було придбано бібліофілом Семюелем Парчезом, потім перебував у володінні його спадкоємців, поки не була куплений у них відомим англійським правником, філософом і антикваром Джоном Селденом (1584–1654). Зрештою, у 1659 році опинилася в зібранні Бодлеанської бібліотеки Оксфордського університету, де знаходиться дотепер.

## Опис
Складається з 71 аркуша (142 сторінки, з яких 8 — чисті) розміром 21-21,5 см на 30-31,5 см, в даний час переплетений разом з іншими матеріалами другої половини XVI ст. в один манускрипт з 85 аркушів, що зберігається в Бодлеанській бібліотеці Оксфордського університету (Велика Британія), під номером MS.Arch.Seld.A1.
Текст написано на європейському папері, на думку дослідників він був імовірно вироблений в Іспанії в 1530 або 1540-ві роки. На третьому з початку аркуші є латинський заголовок Historia Mexicana cum figures quasi hieroglyphicis («Мексиканська історія з фігурами, схожими на ієрогліфи»), проставлений одним з пізніших власників — Джоном Селденом.

## Зміст
За змістом документ ділиться на 3 частини. Перша (займає 19 сторінок) починається з розповіді про заснування ацтекської столиці Теночтітлана і послідовно описує завоювання 9 ацтекських володарів (загалом перераховано 202 підкорених міста і селища), супроводжувані їх короткими характеристиками. Завершують першу частину кодексу 2 аркуші, які перераховують 18 селищ, в яких розташовувалися високопоставлені ацтекські сановники, цілком ймовірно — центри управління завойованими територіями.
Друга частина Кодексу (займає 36 листів) містить детальний перелік данини, сплачувалася владикам Мешік 371 селищем. При цьому, частина селищ, вказаних як данники, відсутня в розділі про завоювання, а частина селищ, описаних як завоювання, не вказані в списку данників.
Піктографічні частини 1 і 2 розділів відносяться до доіспанських прототипів, цілком ймовірно, офіціозного характеру.
Третя, заключна частина, присвячена звичаям і повсякденному життю індіанців, була спеціально складена в колоніальну епоху для іспанського читача. У ній виділяють розділи, присвячені народженню і вихованню дітей та молоді, військовій справі, цивільному управлінню, судочинству та законодавству.